# Mariszczi
Mariszczi (ros. Марищи) – wieś (dieriewnia) w Rosji, w obwodzie iwanowskim, w rejonie puczeskim. W 2010 liczyła 134 mieszkańców.